# رول ويذ إت
رول ويذ إت هي مقطوعة للفرقة الإنجليزية أوايزس و هو الإصدار الثاني من تسجيل الفرقة الثاني (وات ذ ستوري) مورنينغ غلوري ؟ الصادر عام 1995 . إرتقت المقطوعة للمرتبة الثانية في ترتيب الشارت الإنجليزي و الإرلندي لحظة صدورها و يظهر لحن هذه الأغنية أيضا ضمن جزء من أغنية ذ ليمون هيد - بربل باراليلوغرام التي شارك ناول غلاغر مؤلف رول ويذ إيت في تلحينها .    

## معركة الموسيقى الشعبية البريطانية أو صراع البريتبوب
جذور الصراع كانت في قرار دار تسجيل الفرقة المنافسة لفرقة أوايزيس , فرقة بلور تأخير تاريخ صدور مقطوعة كاونتري هاوس حتى يتوافق ذلك التاريخ مع تاريخ صدور مقطوعة فرقة أوايزيس و يشعل بذلك علنا المنافسة و الصراع على التربع على عرش البريتبوب و قد كانت الصحافة قد مهدت قبل ذلك بإسهاب لما سمي بعد ذلك بصراع البريتبوب بإظهار مدة المنافسة الشرسة التي كانت موجودة بين الفرقتين : ملاسنات شديدة كانت قد جمعت في عدة مناسبات بين قطبا فرقة أوايزيس ناول و ليام غلاغر من جهة و بين النظير عند فرقة بلور دامون ألبارن و أليكس جايمس من جهة أخرى تعدت غي أغلب الأحيان الإطار الفني و الموسيقي الأصلي في تلك المنافسة 

## حصة " توب أوف ذ بوبس"
عرف مرور فرقة أوايزيس بالحصة البريطانية الشهيرة لعرض أغنية رول ويذ إت حادثة طريفة كان الهدف منها السخرية من اعتماد الحصة لمبدأ التسجيل الخلفي أو البلاي باك إذ تبادل خلال مدة العرض الإخوة غلاغر أدوارهم على منصة العرض فتقمص ناول عازف القيتار للفرقة دور المغني و نظيرا لذلك حمل ليام المغني الرسمي القيتار متقمصا بذلك دورعازف الأجزاء المنفردة للفرقة، تسجيل الحصة لا يزال متوفرا و هو متاح للعامة على موقع تبادل مقاطع الفيديو يوتيوب و هو مرفوق بدبلجة لعبارة تعني بالتقريب " هؤلاء الفتية حقا مثيرون للضحك " 

## قائمة الأغاني
- الأغاني المتوفرة على أسطوانة السي دي عبر العالم
- 1 رول ويذ إت -4:00
- 2 إيتس بذر بيبول -3:59
- 3 روكين شير -4:36
- 4 ليف فورفر عرض حي بغلاستونبيري -4:40
- الأغاني المتوفرة على أسطوانة فينيل 7''
- 1 رول ويذ إت -4:00
- إيتس بذر بيبول -3:59
- الأغاني المتوفرة على أسطوانة فينيل 12''
- 1 رول ويذ إت -4:00
- إيتس بذر بيبول -3:59
- روكين شير -4:36